# Rafał Wojaczek
Rafał Wojaczek, né à Mikołów le 6 décembre 1945 et mort le 17 mai 1971, est un poète polonais de la génération d'après-guerre.
Fils d'une famille respectée de Haute-Silésie, sa vie a été marquée par des études ratées, l'alcoolisme, la dépression et les tentatives de suicide dont la dernière a abouti. Sa brève carrière est survenue pendant les années turbulentes de la Pologne moderne, quand la jeune génération a commencé à se rendre compte du piège du système politique mensonger. D'autres poètes et auteurs polonais, tels Edward Stachura et Tadeusz Borowski, ont eu un parcours comparable. 
Le travail de Wojaczek traduit les circonstances politiques et pratiques de vie en Pologne dans des termes universels et existentiels. Son sujet lyrique est souvent préoccupé par la brutalité du corps physique, la souffrance et les plaisirs. En plaçant la dimension physique et la sexualité de l'individu dans le contexte du pratique et du politique, il atteint une profondeur d'expression érotique et existentielle. Son œuvre a été comparée par certains à celles de Lautréamont et de Rimbaud.

## Quelques publications
- Saison, 1969
- D'autre histoires, 1970
- Pour M., 1977